# ريتشارد قاي
ريتشارد قاي (بالإنجليزية: Richard Guy)‏ (1 يناير 1880 - ) هو لاعب كرة قدم بريطاني (وحمل سابقاً جنسية المملكة المتحدة لبريطانيا العظمى وأيرلندا) في مركز الهجوم. لعب مع برادفورد سيتي ومانشستر سيتي ونادي ليدز ‏.